# عمر باربوزا
عمر باربوزا هو سياسي فنزويلي، ولد في 27 يوليو 1944 في ماراكايبو في فنزويلا. نشط حزبياً في Un Nuevo Tiempo ‏. وقد انتخب رئيس الجمعية الوطنية (فنزويلا) ‏ (5 يناير 2018 – 5 يناير 2019) وانتخب عضو مجلس نواب فنزويلا ‏.